# 63e méridien ouest
En géographie, le 63e méridien ouest est le méridien joignant les points de la surface de la Terre dont la longitude est égale à 63° est.

## Géographie

### Dimensions
Comme tous les autres méridiens, la longueur du 63e méridien correspond à une demi-circonférence terrestre, soit 20 003,932 km. Au niveau de l'équateur, il est distant du méridien de Greenwich de 7 013 km,.
Avec le 117e méridien ouest, il forme un grand cercle passant par les pôles géographiques terrestres.

### Régions traversées
En commençant par le pôle Nord et descendant vers le sud au pôle Sud, Le 63e méridien ouest passe par:
| Coordonnées          | Pays, territoire ou mer | Notes |
| -------------------- | ----------------------- | --- |
| 90° 00′ N, 63° 00′ O | Océan Arctique          | |
| 83° 22′ N, 63° 00′ O | Mer de Lincoln          | |
| 82° 35′ N, 63° 00′ O | Canada                  | Nunavut, Île d'Ellesmere |
| 81° 54′ N, 63° 00′ O | Détroit de Nares        | |
| 81° 12′ N, 63° 00′ O | Groenland               | Péninsule de Daugaard-Jensen (en) |
| 76° 20′ N, 63° 00′ O | Mer de Baffin           | |
| 70° 00′ N, 63° 00′ O | Détroit de Davis        | |
| 67° 17′ N, 63° 00′ O | Canada                  | Nunavut — Île de Baffin |
| 65° 35′ N, 63° 00′ O | Détroit de Davis        | |
| 65° 18′ N, 63° 00′ O | Canada                  | Nunavut — Île Muingmak (en) |
| 65° 16′ N, 63° 00′ O | Détroit de Davis        | |
| 60° 00′ N, 63° 00′ O | Océan Atlantique        | Mer du Labrador |
| 58° 53′ N, 63° 00′ O | Canada                  | Terre-Neuve-et-Labrador — Labrador Québec — à partir de 52° 00′ N, 63° 00′ O |
| 50° 18′ N, 63° 00′ O | Golfe du Saint-Laurent  | Détroit de Jacques-Cartier |
| 49° 44′ N, 63° 00′ O | Canada                  | Québec — Île d'Anticosti |
| 49° 12′ N, 63° 00′ O | Golfe du Saint-Laurent  | |
| 46° 25′ N, 63° 00′ O | Canada                  | Île-du-Prince-Édouard |
| 46° 10′ N, 63° 00′ O | Golfe du Saint-Laurent  | Baie Hillsborough (en) |
| 46° 04′ N, 63° 00′ O | Canada                  | Île-du-Prince-Édouard |
| 46° 03′ N, 63° 00′ O | Golfe du Saint-Laurent  | Détroit de Northumberland |
| 45° 47′ N, 63° 00′ O | Canada                  | Nouvelle-Écosse |
| 44° 42′ N, 63° 00′ O | Océan Atlantique        | |
| 18° 16′ N, 63° 00′ O | Anguilla                | |
| 18° 14′ N, 63° 00′ O | Mer des Caraïbes        | Passe entre Saint Martin (à 18° 07′ N, 63° 01′ O) et Île Tintamarre (à 18° 07′ N, 62° 59′ O), Saint-Martin Passe juste à l'est de Saint-Martin (à 18° 03′ N, 63° 01′ O Passe juste à l'ouest de Saint-Barthélemy (à 18° 03′ N, 63° 01′ O) |
| 17° 32′ N, 63° 00′ O | Pays-Bas                | Île de Saint-Eustache |
| 17° 30′ N, 63° 00′ O | Mer des Caraïbes        | Passe juste à l'ouest de l'île de Saint-Christophe, Saint-Christophe-et-Niévès (at 17° 22′ N, 62° 52′ O) Passe juste à l'est de l'Archipel Los Testigos, Venezuela (à 11° 22′ N, 63° 04′ O)                                               |
| 10° 43′ N, 63° 00′ O | Venezuela               | |
| 3° 37′ N, 63° 00′ O  | Brésil                  | Roraima Amazonie — à partir de 2° 01′ N, 63° 00′ O Rondônia — à partir de 7° 59′ S, 63° 00′ O |
| 12° 51′ S, 63° 00′ O | Bolivie                 | |
| 22° 00′ S, 63° 00′ O | Argentine               | |
| 41° 07′ S, 63° 00′ O | Océan Atlantique        | |
| 60° 00′ S, 63° 00′ O | Océan Austral           | Passe juste à l'ouest de l'Île Smith, Îles Shetland du Sud — Liste des territoires revendiqués par l' Argentine, le Chili et le Royaume-Uni (à 63° 05′ S, 62° 44′ O)                                                                      |
| 64° 32′ S, 63° 00′ O | Antarctique             | Île Anvers — Liste des territoires revendiqués par l' Argentine, le Chili et le Royaume-Uni |
| 64° 36′ S, 63° 00′ O | Océan Austral           | |
| 64° 47′ S, 63° 00′ O | Antarctique             | Liste des territoires revendiqués par l' Argentine, le Chili et le Royaume-Uni |